# Rosularia serrata
Rosularia serrata là một loài thực vật có hoa trong họ Crassulaceae. Loài này được (L.) A.Berger miêu tả khoa học đầu tiên năm 1930.